# Stanislav Kolář
Stanislav Kolář est un pongiste tchécoslovaque, champion du monde en 1936 à Prague, où il bat le polonais Alojzy Ehrlich en finale.
Il avait été finaliste en 1933 en simple, et finaliste en double messieurs en 1936 et en double mixte en 1935 et 1937 avec Marie Kettnerová, championne du monde 1934 et 1935.